# Gertrudis Echeñique
Gertrudis Josefa del Carmen Echenique Mujica (Santiago, 18 de abril de 1853-7 de mayo de 1928) fue una matrona chilena. Ejerció como primera dama de la Nación, bajo la presidencia de su cónyuge Federico Errázuriz Echaurren entre 1896 y 1901.

## Biografía
Fue hija de Juan José Echenique Bascuñán y de su segunda esposa, Jesús Mujica Echaurren. Como única heredera del matrimonio, fue propietaria de la Hacienda San José del Carmen de El Huique, en la provincia de Colchagua, que fue declarada monumento nacional en 1971.

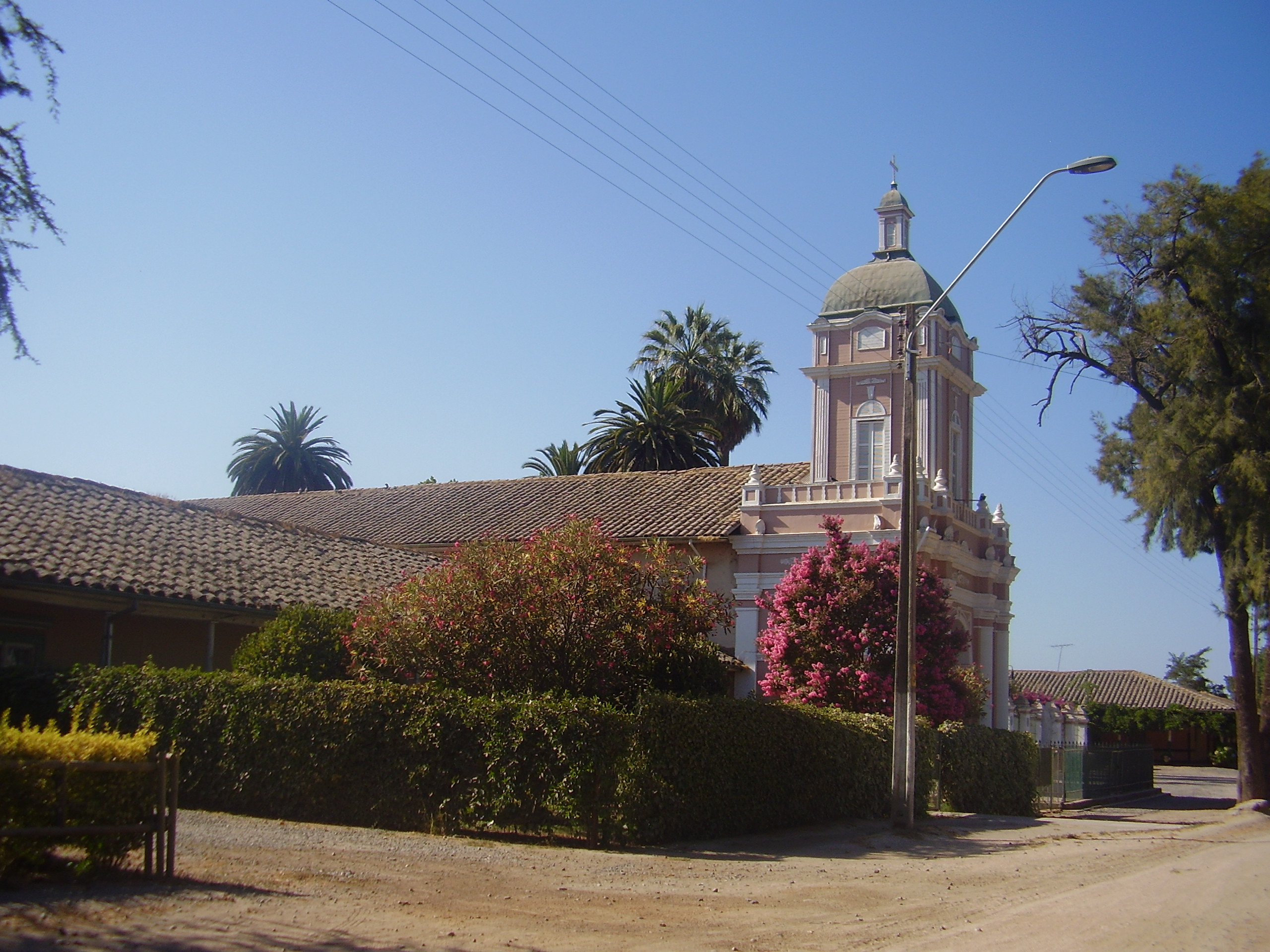
Hacienda de El Huique, que perteneció a Gertrudis Echenique.

Se casó con Federico Errázuriz Echaurren en 1875, y juntos tuvieron cinco hijos: Juan José (1876-¿?), Jesús Elena (1877-¿?), Federico (1880-1903), Eulogio Gregorio (1885-1890) y Jorge Belisario (1891-¿?). La pareja vivió en El Huique, donde su cónyuge se dedicó inicialmente a la administración del fundo, sin ejercer su título de abogado.
Tras ejercer varios cargos políticos, Errázuriz llegó a la Presidencia de Chile en 1896, con lo que Echenique asumió el cargo protocolar de primera dama, aunque se negó tajantemente a residir en el Palacio de la Moneda en Santiago. La casa patronal de El Huique se transformó en lugar habitual de reuniones de gabinete, e incluso se construyó la estación de ferrocarril de Colchagua para el traslado más rápido del presidente y de la primera dama desde y hacia la capital chilena.
Echenique debió cuidar a Federico Errázuriz durante toda su presidencia pues sufría de una deficiencia vascular, y en 1900 su salud empeoró cuando sufrió un derrame cerebral. Por ello, debió entregar el mando el 1 de mayo de 1901, y falleció el 12 de julio de ese año. Al quedar viuda, Echenique se retiró definitivamente a su hacienda en El Huique, que administró hasta su muerte.